# 巴爾冰川
78°3′S 162°50′E / 78.050°S 162.833°E
巴爾冰川是南極洲的冰川，位於維多利亞地的斯科特海岸，全長13公里，發源自皇家學會嶺東部李斯德山和胡克山之間，最終注入布盧冰川，以新西蘭登山者命名。